# Панько Георгій Сергійович
Гео́ргій Сергі́йович Панько́ (9 серпня 1913, м. Київ, Російська імперія — 5 грудня 1977, там само, УРСР, СРСР) — український радянський архітектор; заслужений архітектор УРСР (1976).

## З біографії й трудової діяльності
Г. С. Панько народився у Києві. 
У 1940 році закінчив Київський інженерно-будівельний інститут (у О. Вербицького та В. Заболотного).
Тривалий час жив у Моринцях та Черкасах.
Архітектор є автором типових проєктів житлових будинків (1957); планування та забудови сіл Черкащини, зокрема громадських центрів сіл Моринців та Шевченкового.

## Джерело та література
- Панько Георгій Сергійович // Черкащина. Універсальна енциклопедія / В. О. Жадько. — Київ, 2010. — 1104 с. : іл.. — С. 681.
- Мистецтво України: Біографічний довідник. — К., 1997. — С. 462.